# Mendel Levin Nathanson
Mendel Levin Nathanson (født 20. november 1780 i Altona, død 6. oktober 1868) var en holstensk købmand, nationaløkonomisk forfatter og bladredaktør.

## Liv og gerning
Hans far, Levin Nathan, var købmand i Altona, gift med en søster til den senere hofråd David Amsel Meyer. Hans opdragelse i det tarvelige og patriarkalske hjem var den gang for ubemidlede jødiske drenge almindelige: han lærte lidt hebraisk og bibellæsning, parret med nogen talmudistisk tankeøvelse, og ellers intet. Ved 12-års alderen satte faderen ham i en kristen aftenskole, men da han efter et halvt år forlod den, havde han ikke bragt det videre end til at kunne skrive tal og bogstaver og læse lidt tysk, da skolen og læreren ikke kunne præstere mere. Da kom mormoderen tilfældigt til Altona, og hun tog ham med sig til København, hvor morfaderen den gang var chef for det ret betydelige handelshus A.J. Meyer & Søn. Drengen var altså ganske blottet for kundskaber og kunne ikke ét ord dansk, men så hurtig udviklede han sig under god vejledning, at han allerede som 15-årig var bogholder og førte korrespondancen i morfarens forretning.
Det var navnlig onkelen D.A. Meyer, som tog sig af hans undervisning, holdt lærere til ham i alle fag og praktisk indviede ham i handelen; dermed vedblev han i en lang række år, og sjælden har vel en elev gjort raskere fremskridt. Forbavsende tidlig modnedes han til selvstændig virksomhed, og han var kun 18 år, da han med onkelens hjælp etablerede en egen manufakturhandel en gros i 1798. Allerede her brød han en ny bane: i stedet for, som da var skik, at hente sine varer fra Hamborg søgte han lige til kilden og rejste i 1799 - uden at kunne et ord engelsk — til fabrikkerne i Manchester og Leeds. Dette besøg i England, der efterfulgtes af mange følgende, fik en betydelig indflydelse på hans ånd. Han kom der over som en begejstret tilhænger af den franske revolution og en ivrig beundrer af general Bonaparte. Men alt som årene gik, fik han større sympati for alt engelsk, ikke blot de storartede handelsforhold, men også det politiske liv, teater og litteraturen. I England hentede han sin kommercielle og nationaløkonomiske tro, sin forkærlighed for den konstitutionelle statsordning, som han vel under den første del af sin redaktionelle virksomhed måtte skjule, men aldrig fornægtede, og sin varme kærlighed til den danske skueplads, hvis store gyldne tid han aldrig blev træt af at prise.

### Ukuelig trods fallitter
Handelsforretningen, der 1799 var gået over til firmaet Meyer & Nathanson, gennemgik meget kritiske tider, men han stod dem igennem, og inden ret mange år var han associé af det store hus Meyer & Trier (1806), hvis virksomhed afbrødes ved en fallit i 1820 og standsedes ved en anden 1831.
Sine nederlag til trods var Nathansen en ukuelig optimist, der ivrigt argumenterede for, at Danmarks velstand voksede efter statsbankerotten 1813. Det var ikke populært i København, hvis handlende og søfarende oplevede en krise, men Nathanson påviste fremgangen for landbruget og så heri en stor og gylden fremtid for Danmark, hvilken fandt sin bekræftelse i kornhandelstiden, der dog mest gavnede provinsbyerne.

### Indsatsen for jødernes ligestilling
Det var i århundredets første tiår, at han fattede planen til og gennemførte, hvad der blev hans livs stordåd og altid vil bevare ham et hæderligt eftermæle. Jødernes stilling var i Danmark ikke så forkuet som i mange andre lande, men de manglede dog i høj grad betingelserne for at kunne stå som ligeberettigede med andre statsborgere. Først og fremmest lå dette i børnenes undervisning, der var lige så slet, som Nathansons egen havde været. Nathanson tog her fat med en beundringsværdig energi.
Han stiftede 1805 den mosaiske friskole for drenge, deltog 1810 i stiftelsen af Carolineskolen for piger, og med utrættelig iver holdt han disse skoler oppe, selv i tider, hvor hans egne kår var knappe; ikke blot skolerne fulgte han omhyggelig, men også børnene, som udgik fra dem, og han var især nidkær for at få drengene anbragt ved håndværk. Den velsignelse, disse skoler have bragt, lader sig kun til fulde vurdere af den, der kan sammenligne eftertiden med de tidligere tilstande.
Også den mosaiske gudstjeneste, som var sunken ned til uforståede ceremonier i den mest forældede form og foregik i en halv snes usle, indbyrdes fejdende småsynagoger, lykkedes det Nathanson, under stærk modstand fra selv dannede trosfæller, men også med bistand af mere klart skuende mænd, at få reformeret. Det hængte sammen med disse bestræbelser, at jødernes omgangssprog, der hidtil havde været en blanding af slet hebraisk og endnu slettere tysk, blev dansk.
Det kan uden overdrivelse siges, at jøderne, der hidtil faktisk havde levet i et åndeligt og nationalt ghetto, væsentlig ved Nathansons fortjeneste blev jævnbyrdige statsborgere og danske. Netop på dette sidste lagde Nathanson den største vægt, thi han følte trods sin tyske fødsel varmt for Danmark og den danske nationalitet, for vor historie, kunst og litteratur, for hele vort åndelige og materielle liv. Det var ham derfor en sorg og en krænkelse, da i årene før tyverne den antisemitiske stemning, der altid ulmer hos råheden og misundelsen, førte til flere uhyggelige "jødefejder". Det var vistnok under indtrykket af disse, at han lod døbe 3 af sine sønner (med efternavnet Nansen) og 5 af sine døtre.

### Redaktør af Berlingske Tidende
Det var Nathansons nationaløkonomiske forfatterskab i tiden efter handelshusets fallit, som 1838 ledte til valget af ham som redaktør af Berlingske Tidende. Denne nu så anselige og udbredte avis var den gang sunket dybt ned; det var et lille, magert ark, knap så stort som en af nutidens mindste provinsaviser, fattigt af udseende og endnu fattigere i indhold. Nathanson, der sagtens står for den nulevende slægt som inkarnationen af det forældede og konservative, var i virkeligheden på det journalistiske område en dristig fremgangsmand, og den danske presse har meget at takke ham for. Han optog til behandling emner, der hidtil havde ligget hen uden omtale, spredte lys i mange hidtil ukendte forhold og hævdede ufortrødent pressens ret overalt, hvor den tilsidesattes. I politik måtte Berlingske Tidende under ham som under enhver anden redaktør følge regeringens retning, men på adskillige andre områder vistes der en ikke ringe uafhængighed. Bladet udvidedes stadig, det voksede til 2 numre daglig, kredsen af dets abonnenter forøgedes hvert år, og det blev, hvad det er endnu, uundværligt for et stort publikum. Dets svageste side var vel polemikken, som kunne være skrap med de nationalliberale organer, og der var af og til en ufrivillig komik i dets optræden. Men der var tillige udbredt over det en vis godmodig elskværdighed, og "Gamle Berlingske", som Nathanson kaldtes, var — ikke mindst ved Corsarens tegninger — blevet en højst populær skikkelse, hvis glade fremhæven af det danske smør og de danske fedevarer, som han med rigtigt blik på fremtiden erklærede for Danmarks største rigdomskilder, og hvis uforfærdede kritik af de undervægtige hvedetvebakker påskønnedes, om end med et smil.
Han fratrådte redaktionen af Berlingske Tidende ved slutningen af 1858, men efter adskillige omskiftelser overtog han den igen i april 1865. Da var dog hans kræfter udtømte, den høje alder gjorde ham det umuligt at udføre det anstrengende daglige arbejde, og allerede i januar 1866 trak han sig tilbage. Hans sidste år var ikke så lykkelige, som han havde fortjent dem. Han døde 6. oktober 1868 og blev, under stor deltagelse fra alle sider, begravet fra sin kære drenge friskole.

### Privat
Han ægtede 1799 Esther Herfurth (18. december 1777–1. januar 1849) og fik med hende en talrig børneflok.
Personlig var Nathanson en lige så interessant som fornøjelig mand: hvad han i sit lange liv havde oplevet og erfaret, fortalte han med liv, han var rig på anekdoter. Han var i ordets bedste forstand liberal, hans ro lod sig ikke forstyrre ved noget polemisk uvejr, måske med undtagelse af en enkelt tordenkile fra Fædrelandet, og han bevarede indtil sin høje alder sit gode, joviale humør, sin ungdommelighed, man kunne gerne sige sin barnlighed.
I Nathansons velmagtstid var hans hus et gæstfrit hjem for mange af kunstens og litteraturens fremragende mænd, og han havde en åben hånd til alle sider. Af digterne var vel Jens Baggesen den, der stod ham nærmest og mest støttedes af ham. Henrik Hertz, der var af hans slægt, var som en søn af huset. Skuespilleren Peter Thun Foersom opmuntredes og understøttedes til udgivelsen af den fortjenstfulde oversættelse af Shakespeare. Kunstmalerne C.A. Lorentzen og Eckersberg udførte større arbejder for ham. Komponisten Kuhlau var daglig gæst. Til kredsen hørte mange dygtige og fremragende embedsmænd, med hvem Nathanson stod i den venskabeligste forbindelse.

## Forfatterskab
- Hofraad Dav. Amsel Meyers Levnet; Kjøbenhavn 1816
- Leben des Hofraths David Amsel Meyer; Kopenhagen 1816 (oversættelse af den danske udgave til tysk)
- Fornødent Gjenmæle paa Hr. T. Thaarups: Anhang til Rühs tilligemed Bemærkninger om vor Handel og vort Pengevæsen; Kjøbenhavn 1816
- Danmarks Handel, Skibsfart, Penge- og Finantsvæsen fra 1730 til 1830. Historisk fremstillet og oplyst; Kjøbenhavn 1832
- Udførligere oplysninger om handels- og finants-vaesenet i Christian den 7des og Frederik den 6tes Regjeringstid som en Fortsættelse af Skriftet Danmarks Handel, Skibsfart og Pengevæsen; Kjøbenhavn 1832
- Danmarks Handel, Skibsfart, Penge- og Finantsvaesen fra 1730 til 1830, Anden Deel; Kjøbenhavn 1833
- Danmarks Handel, Skibsfart, Penge- og Finantsvæsen fra 1730 til 1830, 3die Deel; Kjøbenhavn 1834
- Oversigt over Kjøbenhavns Handel i Aaret 1836; Kjøbenhavn 1836
- Historisk statistisk Fremstilling af Danmarks National og Stats Huusholdning fra Frederik den Fjerdes Tid indtil Nutiden; Kjøbebhavn 1836
- Dännemark's national- und staats- haushalt: Eine historisch-statistische Darstellung, Schleswig 1837 (oversættelse af den danske udgave til tysk)
- Brødrene Grønning, eller, Landstedet i Blankenese: en fortælling; Kjøbenhavn 1837
- Om klagerne over næringsløshed: en historisk-statistisk undersøgelse; Kjøbenhavn 1838
- Historisk-statistisk fremstilling af Danmarks National- og Stats-Huusholdning fra Frederik den Fjerdes Tid indtil Nutiden, 2. udgave; Kjøbenhavn 1844
- Almeennyttigt Værk for Danmark Og Hertugdømmerne Samt Handelsstæderne Hamborg Og Altona; Kjøbenhavn 1845
- Den jydske Retspleie, eller: Fæstemand Malthes "Vidnemethode."; Kjøbenhavn 1846
- Mine Berigtigelser paa Lieutenant Fabers, Artillerist Heinrich Stippers, Slagtersvend Jens Boes og Cand. phil. Syskinds, Religionslærer ved den mosaiske Menighed, om deres Fortællinger ...: et Bidrag at belyse samme, men især DHrr. Malthes og Redacteuren Edvard Meyers Færd; Kjøbenhavn 1846
- Der Chicote oder die Sclavenpeitsche: Warnung für Schleswig-Holsteiner, welche Willens sind, sich als Brasilianische Soldaten anwerben zu lassen; 1851
- Poetische Klage eines, seit 1839, unschuldig Verfolgten; Kjøbenhavn 1856
- Børs-Operationerne og Coursens Gang, fornemmelig fra 1807 til 1814; Kjøbenhavn 1857
- Historisk Fremstilling af Jødernes Forhold og Stilling i Danmark, navnlig Kjøbenhavn, Kjøbenhavn 1860
- Om Mynt- og Bankvaesen, Finantsvaesen, Handel og Industri, Bind 3; Kjøbenhavn 1862

## Hædersbevisninger
Han fik titel af Ridder af Dannebrog (1855), Dannebrogsmand (1859) og etatsråd (1860).